# Parque periurbano Santa Catalina
El parque periurbano Santa Catalina tiene una superficie de 196,85 hectáreas y una altitud máxima que ronda los 800 m. Se encuentra situado al suroeste de la ciudad de Jaén (España), en el monte Santa Catalina, El Neveral, La Imora y El Almendral, siendo colindante con la montaña de Jabalcuz.
El parque fue declarado espacio protegido, en la categoría de parque periurbano, en junio de 2005 por la Consejería de Medio Ambiente de la Junta de Andalucía.
Este espacio natural cuenta con zonas dedicadas al ocio y al deporte, dispone de un merendero con fuente, mesas, bancos, una zona recreativa con circuito de footting, etc. En el interior del parque está ubicado el hospital Doctor Sagaz (más conocido como El Neveral), especializado en enfermedades pulmonares.
A más altura, coronando el cerro del mismo nombre, está emplazado el castillo de Santa Catalina, el cual fue restaurado en los años 60 y cuenta como elementos más característicos, la torre del Homenaje y el patio de Armas. Junto al castillo se encuentra el parador nacional de Santa Catalina, donde se puede degustar la cocina jiennense y disfrutar del paisaje.

## Instalaciones
El parque dispone desde 2006 con dos zonas recreativas: la de Santa Catalina y la de El Neveral.

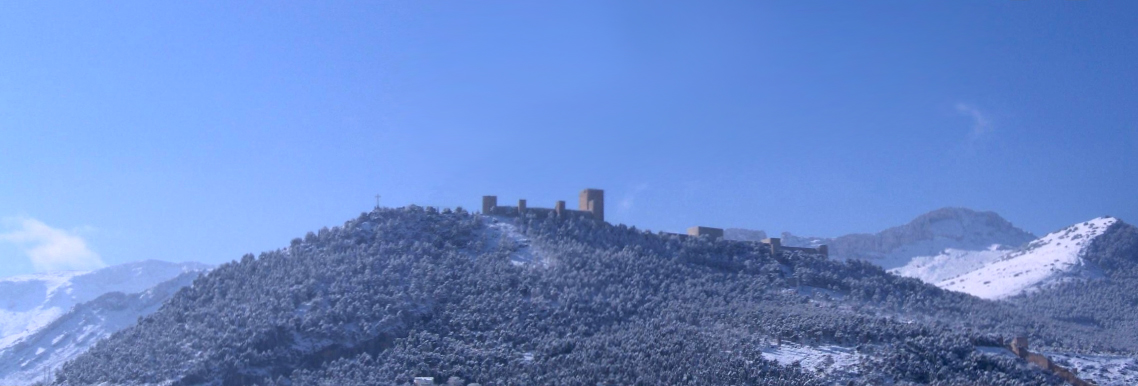
Panorámica del parque

### ZonaSanta Catalina
Desde esta zona se puede acceder al parador y está formada por varias terrazas situadas a distinto nivel y separadas por muros de piedra. Junto a estas terrazas se colocaron mesas, bancos, fuentes, papeleras, barandillas, algunos árboles y plantas… para que los visitantes disfrutaran del entorno, y al mismo tiempo lo cuidaran. 

### ZonaEl Neveral
La zona de El Neveral centra su atención en el acceso de las personas discapacitadas a este espacio natural. Para ello se instalaron lugares de ocio, senderos, aseos, incluso un quiosco, junto al hospital. Además a ambos lados de la carretera de acceso al hospital se han acondicionado aparcamientos, los del lado izquierdo, exclusivos para minusválidos.

### Accesibilidad
El parque periurbano Santa Catalina cuenta con los requisitos indispensables para que las personas discapacitadas puedan acceder al parque sin ningún tipo de impedimento. 
Por ello, la pendiente de todos los senderos no supera el 8 %, se han instalado por las zonas recreativas rampas de material antideslizante y se han colocado barandillas. Además, en el merendero se ha dejado un espacio entre las mesas para que quepan varias sillas de ruedas juntas.
Y también para los más pequeños se han adecuado todas las zonas de juego para que sean totalmente accesibles.

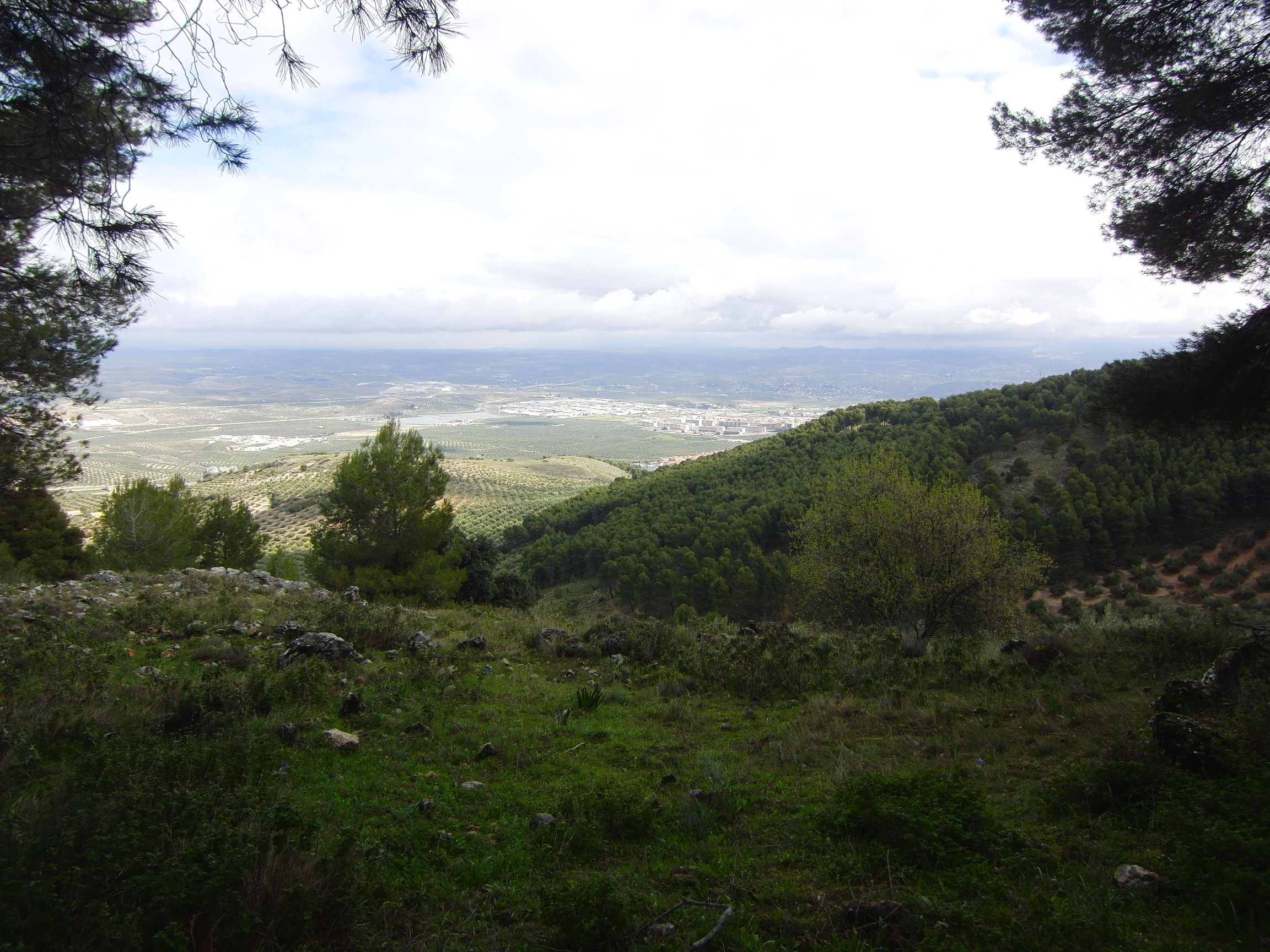
Vista de la ciudad de Jaén desde el interior del parque

## Flora y fauna
La geología predominante en el parque son las calizas del secundario, lo cual origina un suelo de características pobres por lo general. Desde los años 50 se están realizando repoblaciones de pinus halepensis (pino carrasco), encaminadas a conseguir la restauración forestal total del parque. La densidad del arbolado está entre 1000 y 1500 árboles por hectárea y los arbustos presentes son romero, enebro, tomillo y matagallo.
En cuanto a la fauna que se puede encontrar en este espacio natural, destaca la presencia de una población de caracoles amenazada de extinción: el Iberus gualtieranus, conocido comúnmente como «cachucha». Otras especies existentes son, en cuanto a aves, el herrerillo, cernícalo, el azor y el águila perdicera, y en cuanto a anfibios destaca la existencia del tritón jaspeado.